# 서울 도봉사 철불좌상
서울 도봉사 철불좌상(서울 道峰寺 鐵佛坐像)은 서울특별시 도봉사에 있던, 고려시대의 불상이다. 2002년 8월 16일 서울특별시의 유형문화재 제151호로 지정되었다.

## 형태
이 불상은 전체 높이가 118cm에 이르는 고려 초기 장신(長身)계열을 대표하는 철불(鐵佛)이다.
이 철불(鐵佛)은 당당하면서도 장대한 어깨와 신체에 비하여 높고 넓은 무릎으로 인하여 안정감있는 모습을 보여주고 있다. 얼굴에는 적적한 표정이 어려 있다.
촘촘한 나발(螺髮)의 머리에 불분명한 육계(肉髻), 가늘고 긴 눈, 짧고 오똑한 코, 작은 입 등의 신체 표현과 우견편단(右肩偏袒)으로 입은 가사(袈裟)의 옷깃이 어깨 위에서 세모꼴로 나란히 세 번 크게 접힌 점, 왼손 팔목 안쪽의 타원형 주름, 대의(大衣) 아래 군의(裙衣)를 묶은 승각기 띠와 꽈배기 모양의 띠 매듭, 무릎의 수직 주름과 무릎 앞에서 부채꼴 모양으로 퍼져나간 옷자락 등 가사(袈裟) 표현 등에서 고려 초기불의 특징이 드러난다. 이러한 점은 고려 초기불로 추정되는 전적조사지 철불좌상(傳寂照寺址 鐵佛坐像), 포천 출토 철불좌상(抱天 出土 鐵佛坐像), 광주 철불(廣州 鐵佛), 삼화사 철불(三和寺 鐵佛) 등 중부 지역에서 조성된 나말 여초, 특히 10세기 경 철불(鐵佛)들과 유사하다.
목에는 삼도(三道)가 표현되어 있고 두 손은 항마촉지인(降魔觸地印)을 취하고 있는데 현재 왼손가락 두 개와 오른손가락 세 개가 절단되어 있다.
이 철불(鐵佛)은 머리의 나발(螺髮) 몇 개가 손상되고 손가락 일부가 절단된 것을 제외하고는 나머지 부분의 보존상태가 양호하고 서울 지역에서는 유례가 드문 고려 초기 철불(鐵佛)로서 고려시대 철불상의 형식적 특징과 그 변천양상을 이해하는 데 중요한 자료가 된다는 점에서 서울시 유형문화재로 지정할 가치가 있다.

## 소유권 이전 내력
일제강점기에 일본인이 소장하고 있던 불상이었는데, 광복 이후에 종로구 자명사로 옮겨졌다. 자명사가 철거되면서 도봉구 도봉사로 이전해서 봉안되다가, 한국미술박물관이 한동안 소장했다. 그러다가  2016년 3월 16일 서울 종로구 평창동 서울옥션 본사에서 열린 제139회 서울옥션 미술품 경매에서 18억원으로 시작되어 20억원에 낙찰됐다.

## 참고 문헌
- 도봉사 철불좌상 - 국가유산청 국가유산포털